# DJ BoBo
René Baumann (født 5. januar 1968) er en schweizisk musiker, sanger, danser og producer, der har hittet i både Europa, Sydamerika og dele af Asien under pseudonymet DJ BoBo.

## Biografi
Peter René Baumann, alias "DJ Bobo" blev født i Kölliken, kanton Argau i Schweiz til en italiensk far, Luigi Cipriano og en schweizisk mor, Ruth Baumann.Han voksede op hos sin mor i Kölliken.

### Kunstnernavnets oprindelse
René Baumann voksede op med 80'ernes breakdance og graffitikultur. Han lavede selv en del graffiti under pseudonymet BOBO og da han i 1985 begyndte som dj lå det lige for at koble de to ting sammen til DJ Bobo.

### Karriere,kager og dans
Med sin 9. klasses eksamen i hånden, besluttede den unge René sig i 1984 for at uddanne sig til bager og konditor. Samtidig havde han jobs som dj. Han havde et fast engagement i Jugendhaus Aarau allerede i 1985 og året efter kom han ind på en andenplads ved de schweiziske dj mesterskaber. René gik også til showdance og drev det så vidt at han i 1987 blev kåret til schweizisk mester, men det var musikken der trak mere end den finere kagekunst. I 1989 udkom hans første single "I love you" og herefter fulgte en tid med optræden på forskellige schweiziske diskoteker. Han udgav to singler mere i 1991 "Ladies in the house" og "Let's groove on" og turnerede videre. I 1992 kom hans første store succes med det internationale gennembrud "Somebody Dance With Me" og derefter "Keep on Dancing" og senere "Take Control". 
I 1994 leverede DJ Bobo årets sommerhit med "Everybody"
Fra 1992 til 2007 havde han hele 27 single hits i både Schweiz og Tyskland. Han har modtaget adskillige guld og platin priser for sine udgivelser, men er også i sine senere år gået fra eurodance genren, hvilket hits som "Moscow", "No More Pain" og "Amazing Life" er eksempler på. DJ BoBo slog for alvor igennem på verdensplan da hans sang "Chihuahua" blev brugt i en spansk Coca Cola reklame i 2002. I 2003 blev sangen udgivet og det gav pote, da sangen blev et verdenshit. Singlen blev den mest solgte i 2003, og DJ BoBo havnede på hitlister i bl.a. Schweiz, Tyskland, Frankrig, Storbritannien, Japan og Danmark.

### Familie
Fra 1989-1994 var DJ Bobo gift med schweiziske Daniela Bock.
I 1993 mødte han den tyske sangerinde Nancy Rentzsch. Hun blev en del af hans faste team i 1995 og dannede også privat par med DJ Bobo. Parret blev gift i 2001.
Ægteparret har to børn, sønnen Jamiro-René, født 8. oktober 2002 og datteren Kayley-Nancy (udt. Kejli) født 29. september 2006. 
I 2008 flyttede familien Baumann-Rentzsch til Kastanienbaum i kanton Luzern, Schweiz.

### Eurovision Song Contest
I 2007 blev DJ BoBo udvalgt, ved en intern afstemning, til at repræsentere Schweiz ved årets Eurovision Song Contest. Dette var dels unikt fordi DJ BoBo var et veletableret navn, men også fordi Schweiz før i tiden har været kendt for at vælge udenlandske artister til at repræsentere dem ved konkurrencen (såsom canadiske Celine Dion og estiske Vanilla Ninja). DJ BoBo var forhåndsfavorit, trods det at hans sang "Vampires Are Alive" af nogen blev kaldt okkult og satanistisk, og af andre gammeldags. Siden Schweiz ikke placerede sig godt året før, skulle DJ BoBo kvalificerer sig gennem en semifinale. Det gjorde han til stor overraskelse ikke, og fik endda kun en 20. plads ud af de 28 deltagende i semifinalen. Dette kan dog skyldes årets såkaldte "østeuropæiske alliance", men det kan også skyldes en ringe optræden fra DJ BoBo og hans kone, som nogen mente sang falsk.